# Wilkowice (Rawa)
Pour les articles homonymes, voir Wilkowice (homonymie).
Wilkowice est une localité polonaise de la gmina et du powiat de Rawa Mazowiecka en voïvodie de Łódź.